# Russula subsect. Paludosinae
Russula subsect. Paludosinae ist eine Untersektion  aus der Gattung Russula, die innerhalb der Sektion Russulinae steht.

## Merkmale
Die Vertreter der Untersektion haben relativ große, robuste Fruchtkörper und schmecken mild. Der Hut ist rötlich, orange bis gelblich befärbt und nur selten weißlich oder lila. Das Sporenpulver ist ockerfarben. Das Fleisch ist unveränderlich oder wird leicht braun oder grau, aber niemals rot. Der Geruch ist weder fischig noch süß.
Die Huthaut enthält meist Pileozystiden die mehr oder weniger inkrustiert sind und deren Inhalt oft säureresistent ist. Auch die Sulfo-Benzaldehydreaktion ist positiv.
Laticiferen oder Dermatozystiden sind zumindest im Rindenbereich des Stieles ausgeprägt. Primordialhyphen sind selten vorhanden.
- Die Typart ist Russula paludosa, der Apfel-Täubling.

## Systematik
Bons Untersektion Paludosinae entspricht weitestgehend Romgnesis Sektion Paludosinae, nur dass Bon das Taxon zusammen mit den Integrinae in die Sektion Russulinae stellt, während Romagnesi es zusammen mit den Sektionen Laetinae und Decolorantinae in die Untergattung Coccinula einordnet. Bei Singer und Sarnaris fehlt das Taxon, stattdessen definieren sie die Untersektion Integrae, in der die Integrinae mit den Paludosinae vereinigt sind. Ihre Untersektion Integrae entspricht somit in etwa Bons Sektion Russulinae. Integrinae und Paludosinae sind phylogenetisch nahe verwandt und insofern ist diese Vereinigung gerechtfertigt. Molekularbiologische Arbeiten zeigen, dass die Taxa Integrinae, Paludosinae und Integroidinae eine klar abgegrenzte Abstammungsgemeinschaft bilden, daher schlägt Beenken vor, die drei Taxa in einer Sektion  Integroidinae zusammenzufassen.
| Deutscher Artname    | Wissenschaftlicher Artname | Autor                 |
| -------------------- | -------------------------- | --------------------- |
| Apfel-Täubling       | Russula paludosa           | Britzelm. (1891)      |
| Ziegelroter Täubling | Russula velenovskyi        | Melzer & Zvára (1927) |